# Pierre Laberge
Pierre Laberge, né en 1948 à L'Ange-Gardien et mort en 2007, est un poète québécois,.

## Biographie
Originaire de Québec, Pierre Laberge marque le paysage poétique des années 1970 à 1980. En effet, il a publié huit recueils aux Éditions du Noroît et participe à plusieurs événements et festivals de poésie, dont le Solstice de la poésie québécoise en 1976,.
Ses poèmes sont reconnus pour « explorer l'angoisse de vivre », mais avec un certain humour. Son recueil Pris de présence (1987) se présente d'ailleurs comme « un cri de détresse lancé à la face du monde et de Dieu », dans lequel le poète part à la recherche son identité dans l'horrible monde dans lequel il vit. Sur un ton plus léger, dans Euphorismes (1984), le poète s'amuse avec les paroles de René Lecavalier et les transforme afin d'en faire des poèmes.
Lors de son décès, en 2007, une cérémonie est organisée afin de rendre hommage aux poètes disparus cette année-là. Le Sentier des poètes et Souvenirs, organisé dans le cadre du Festival International de la Poésie de Trois-Rivières, soulignait aussi les départs de Robbert Fortin, Luc Perrier, Jacques Izoard et José Ensch.

## Œuvres

### Poésie
- L’œil de nuit, Saint-Lambert, Éditions du Noroît, 1973, 49 p.
- La fête, Montréal, Éditions du Jour, coll. « Les Poètes du jour », 1973, 57 p.
- Le vif du sujet, précédé de La guerre promise, Saint-Lambert/Montréal, Éditions du Noroît/Atelier des sourds, 1975, 81 p.  (ISBN 088524009X).
- Dedans dehors, suivi de Point de repère, Saint-Lambert, Éditions du Noroît, 1977, 92 p.  (ISBN 0885240243).
- Vue du corps, précédé de Au lieu de mourir, Saint-Lambert/Montréal, Éditions du Noroît/Presses Élite, 1979, 133 p.  (ISBN 2890180328).
- Vivres : avec une analyse microgestuelle de de Le Brun Doré, Saint-Lambert/Montréal, Éditions du Noroît/Presses Élite, 1981, 81 p.  (ISBN 2890180468).
- Euphorismes, Saint-Lambert, Éditions du Noroît, coll. « L'Instant d'après », 1984, 56 p.  (ISBN 2890180948).
- Pris de présence, Saint-Lambert, Éditions du Noroît, coll. « L'Instant d'après », 1987, 89 p.  (ISBN 2890181405).